# مسابقات قهرمانی بسکتبال آسیا ۲۰۱۳
مسابقات قهرمانی بسکتبال آسیا ۲۰۱۳ بیست و هفتمین دورهٔ قهرمانی آسیا برای مردان می‌باشد که از ۱ تا ۱۱ اوت در کلانشهر مانیل، فیلیپین برگزار گردید. این مسابقات به عنوان انتخابی جام جهانی ۲۰۱۴ نیز در نظر گرفته شد. پیشتر بیروت، لبنان قرار بود میزبان این مسابقات باشد، اما به دلیل جنگ داخلی سوریه و نگرانی‌های امنیتی بابت مسائل خاورمیانه این میزبانی به فیلیپین اهدا شد. این آخرین دوره‌ای بود که رقابت‌های قهرمانی آسیا به عنوان دور انتخابی جام جهانی بسکتبال در نظر گرفته می‌شد، چرا که از آغاز انتخابی جام جهانی ۲۰۱۹، مسابقات پنجرهٔ انتخابی برگزار می‌شود.

## انتخابی

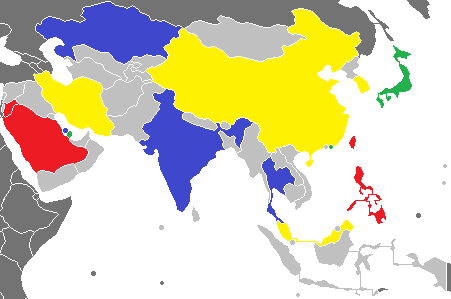
تیم‌های شرکت کننده در دور مقدماتی و مرحلهٔ گروهی قهرمانی آسیا ۲۰۱۳

طبق قوانین فیبا آسیا، فیلیپین به عنوان میزبان و ایران به عنوان قهرمان جام فیبا آسیا ۲۰۱۲ به‌طور خودکار به رقابت‌ها راه یافتند. شرق آسیا، غرب آسیا، جنوب شرق آسیا و خلیج فارس هرکدام دو سهمیه داشتند. به مرکز و جنوب آسیا نیز هرکدام یک سهمیه داده شد. چهار سهمیهٔ دیگر با توجه به عملکرد تیم‌ها در جام فیبا آسیا ۲۰۱۲ به چهار تیم برتر این رقابت‌ها اختصاص داده شد؛ بنابراین، با قرار گرفتن ژاپن، قطر، چین و چین تایپه به عنوان چهار تیم برتر جام فیبا آسیا غیر از ایران و فلیپین، تعداد تیم‌های شرق آسیا به پنج و خلیج فارس به سه افزایش پیدا کرد.
| رویداد                        | تاریخ                   | مکان    | سهمیه | تیم‌های راه‌یافته                                                    |
| ----------------------------- | ----------------------- | ------- | ----- | ------------------------------------------------------------------ |
| کشور میزبان                   |                         |         | ۱     | فیلیپین (۴۵)                                                       |
| جام بسکتبال آسیا ۲۰۱۲         | ۱۴–۲۲ سپتامبر ۲۰۱۲      | توکیو   | ۱     | ایران (۲۰)                                                         |
| انتخابی مرکز آسیا             | ۷ مه ۲۰۱۳               | آستانه  | ۱     | قزاقستان (۴۷)                                                      |
| قهرمانی بسکتبال شرق آسیا      | ۱۶–۲۱ مه ۲۰۱۳           | اینچئون | ۵     | کرهٔ جنوبی (۳۳) · چین (۱۱) · ژاپن (۳۵) · هنگ کنگ (۷۱) · تایوان (۴۲) |
| قهرمانی بسکتبال خلیج فارس     | ۳۰ سپتامبر–۶ اکتبر ۲۰۱۲ | منامه   | ۳     | قطر (۳۶) · بحرین (۷۵) · عربستان سعودی (۶۹)                         |
| انتخابی جنوب آسیا             | ۲–۴ ژوئن ۲۰۱۳           | دهلی نو | ۱     | هند (۵۸)                                                           |
| قهرمانی بسکتبال جنوب شرق آسیا | ۲۰–۲۳ ژوئن ۲۰۱۳         | مدان    | ۲     | تایلند (۸۵) · مالزی (۶۹)                                           |
| قهرمانی بسکتبال غرب آسیا      | ۷–۹ فوریه ۲۰۱۳          | تهران   | ۲     | لبنان (۲۵)* · اردن (۳۰)                                            |

از بین تیم‌های دورهٔ پیش در سال ۲۰۱۱، ازبکستان و اندونزی در دور انتخابی شرکت کردند و نتوانستند به رقابت‌ها راه بیابند. سوریه نیز در رقابت‌های انتخابی شرکت نکرد. قزاقستان که در سال ۲۰۰۹ با کسب مکان نهم به کار خود پایان داده بود پس از یک دوره غیبت، دوباره به مسابقات بازگشت. عربستان سعودی که آخرین حضورش در ۲۰۰۵ بود، دوباره پس از ۸ سال در رقابت‌ها حاضر شد. تایلند پس ۱۲ سال که از آخرین حضورش در مسابقات ۲۰۰۱ می‌گذشت، دوباره به رقابت‌ها بازگشت. هنگ کنگ نیز پس از شرکت در دور انتخابی ۲۰۰۹ و ۲۰۱۱ و عدم توانایی در کسب جواز حضور در مسابقات، توانست این‌بار به رقابت‌ها راه پیدا کند.

### تعلیق فعالیت فدراسیون لبنان
لبنان در ابتدا با جای گرفتن در مکان دوم مسابقات قهرمانی غرب آسیا ۲۰۱۳ به رقابت‌ها راه یافت. با این حال، فیبا با توجه به عدم پایان درگیری‌ها و مشکلات در فدراسیون بسکتبال لبنان، عضویت لبنان در فیبا را به حالت تعلیق درآورد. عراق به عنوان تیم چهارم غرب آسیا جایگزین این تیم شد، اما آن‌ها به دلیل نداشتن وقت کافی برای آماده‌سازی از حضور در مسابقات امتناع کردند. سپس فیبا آسیا امارات متحده عربی را جایگزین لبنان کرد اما آن‌ها نیز به دلیل نداشتن وقت مناسب برای آماده‌سازی دعوت فیبا آسیا را رد کردند. سپس با تأیید تعلیق فدراسیون بسکتبال لبنان توسط فیبا، فیبا آسیا تصمیم گرفت از هیچ تیمی دعوت نکند و مسابقات با شرکت پانزده تیم برگزار شد. گروه B با حضور سه تیم برگزار شد، چند بازی نیز از سالن نینوی آکوئینو به‌منظور جبران بازی‌های انجام نشدهٔ لبنان جابه‌جا شد.
برگزاری بازی‌های گروه B با سه تیم به معنای این بود که هر سه تیم بدون در نظر گرفتن نتایج و امتیازات، به دور دوم راه می‌یافتند.

## میزبان‌ها
ورزشگاه بازار آسیا (MAO) به عنوان مکان اصلی برگزاری مسابقات انتخاب شد و سالن نینوی آکوئینو به عنوان مکان دوم میزبان برای برگزاری رقابت‌ها برگزیده شد. سالن کالج ترسون، سالن دانشگاه ماکاتی، سالن ماکاتی کالسیوم و سالن ورزشی کوئنتا آسترودوم نیز به عنوان مکان‌های تمرین تیم‌ها در نظر گرفته شدند.
| پاسای              | کلانشهر مانیل                                                                           |
| ------------------ | --------------------------------------------------------------------------------------- |
| ورزشگاه بازار آسیا | ورزشگاه بازار آسیاسالن نینوی آکوئینومسابقات قهرمانی بسکتبال آسیا ۲۰۱۳ (کلانشهر مانیل) · |
| ظرفیت: ۲۰٬۰۰۰      | ورزشگاه بازار آسیاسالن نینوی آکوئینومسابقات قهرمانی بسکتبال آسیا ۲۰۱۳ (کلانشهر مانیل) · |
|                    | ورزشگاه بازار آسیاسالن نینوی آکوئینومسابقات قهرمانی بسکتبال آسیا ۲۰۱۳ (کلانشهر مانیل) · |
| مانیل              | ورزشگاه بازار آسیاسالن نینوی آکوئینومسابقات قهرمانی بسکتبال آسیا ۲۰۱۳ (کلانشهر مانیل) · |
| سالن نینوی آکوئینو | ورزشگاه بازار آسیاسالن نینوی آکوئینومسابقات قهرمانی بسکتبال آسیا ۲۰۱۳ (کلانشهر مانیل) · |
| ظرفیت: ۶٬۰۰۰       | ورزشگاه بازار آسیاسالن نینوی آکوئینومسابقات قهرمانی بسکتبال آسیا ۲۰۱۳ (کلانشهر مانیل) · |
|                    | ورزشگاه بازار آسیاسالن نینوی آکوئینومسابقات قهرمانی بسکتبال آسیا ۲۰۱۳ (کلانشهر مانیل) · |

## قرعه‌کشی
قرعه‌کشی در ۶ ژوئن در سالن هتل مانیل برگزار شد. برخلاف قرعه‌کشی ادوار پیشین که قرعه‌کشی به سود تیم‌های قوی‌تر بود این‌بار فیبا آسیا با نگاه یکسان به تمام تیم‌ها قرعه‌کشی را انجام داد و موافقت خود با یک «قرعه‌کشی خالص» یا بدون سیدبندی تیم‌ها را در دستور کار خود قرار داد. در زمان قرعه‌کشی هنوز رقابت‌های انتخابی منطقهٔ جنوب شرق آسیا (SEABA) انجام نشده بود و به جای نام دو تیم این منطقه، از عنوان «جنوب شرقی آسیا ۱» و «جنوب شرقی آسیا ۲» در مراسم استفاده شد. سپس قرعه‌کشی جداگانه‌ای برای تعیین این‌که کدام تیم به عنوان «جنوب شرقی آسیا ۱» و کدام تیم «جنوب شرقی آسیا ۲» باشد، برگزار شد.

## ترکیب تیم‌ها
هر تیم می‌توانست از ۱۲ بازیکن استفاده کند. هر تیم تنها از یک بازیکن تغییر تابعیت که مورد تأیید فیبا بود می‌توانست استفاده کند.

## قالب مسابقات
- دور مقدماتی: شامل سه گروه چهار تیمی و یک گروه سه تیمی. تیم‌های هر گروه یک بار مقابل هم بازی می‌کنند. تیم‌ها با امتیازاتی که به ترتیب از بیشترین تا کمترین کسب می‌کردند، رتبه‌بندی می‌شدند. سه تیم برتر هر گروه به دور دوم راه می‌یافتند.

- - سیستم رتبه‌بندی تیم‌ها در رقابت‌های گروهی:
    - برد بازی: ۲ امتیاز
    - باخت بازی در شرایط عادی: ۱ امتیاز
    - باخت بازی با غیبت یا ترک زمین: ۱ امتیاز، و اگر تیم بازنده در هنگام ترک زمین و اتمام بازی، در تابلوی امتیازات عقب باشد، نتیجهٔ نهایی بازی همان نتیجهٔ ثبت شده در زمان ترک زمین خواهد شد ولی اگر جلو باشد یا بازی در امتیاز برابر باشد، نتیجهٔ نهایی ۲–۰ به سود تیم برنده خواهد بود.
    - باخت با جریمه: ۰ امتیاز، و نتیجهٔ نهایی ۲۰–۰ به سود تیم مقابل جریمه شده

- - معیارهای تساوی‌شکنی:

1. نتایج به دست آمده در بازی‌های انجام شده بین تیم‌های در حالت برابر از طریق سیستم امتیاز بالاتر
2. تفاضل گل در بازی‌های انجام شده بین تیم‌های در حالت برابر
3. گل آوراژ برای بازی‌های انجام شده بین تیم‌های در حالت برابر
4. انجام قرعه‌کشی

- دور دوم: تیم‌های گروه A و B در گروه E و تیم‌های گروه C و D در گروه F قرار می‌گرفتند. تیم‌های هر گروه برابر تیم‌های دیگر که تا به حال بازی نکرده بودند قرار می‌گرفتند و با تیم‌هایی که در دور مقدماتی بازی کرده بودند، دیگر رقابت نمی‌کردند و نتایج و امتیازات کسب شده در بازی این تیم‌ها در دور مقدماتی در دور دوم نیز در نظر گرفته و محاسبه می‌شد. معیارهای تساوی‌شکنی همانند دور مقدماتی بود. از هر گروه دو تیم و در مجموع چهار تیم به دور نهایی راه می‌یافتند.
- دور نهایی: رقابت‌های تک‌حذفی برای قهرمانی
  - رده‌بندی سوم تا چهارم: تک بازی بین تیم‌های بازنده در نیمه‌نهایی
  - رده‌بندی پنجم تا هشتم: رقابت‌های تک‌حذفی برای تیم‌های بازنده در یک‌چهارم نهایی
  - رده‌بندی نهم تا دوازدهم: رقابت‌های تک‌حذفی برای تیم‌های پنجم و ششم در دور دوم
  - رده‌بندی سیزدهم تا پانزدهم: رقابت‌های تک‌حذفی برای تیم‌های چهارم در دور مقدماتی

## دور مقدماتی

### گروه A
گروه A مسابقات قهرمانی بسکتبال آسیا ۲۰۱۳
| ۱ اوت ۲۰۱۳    |  |       |  |               |                           |
| اردن          |  | ۸۷–۹۱ |  | تایوان        | ورزشگاه بازار آسیا، پاسای |
| عربستان سعودی |  | ۶۶–۷۸ |  | فیلیپین       | ورزشگاه بازار آسیا، پاسای |
| ۲ اوت ۲۰۱۳    |  |       |  |               |                           |
| تایوان        |  | ۹۰–۶۷ |  | عربستان سعودی | ورزشگاه بازار آسیا، پاسای |
| اردن          |  | ۷۱–۷۷ |  | فیلیپین       | ورزشگاه بازار آسیا، پاسای |
| ۳ اوت ۲۰۱۳    |  |       |  |               |                           |
| فیلیپین       |  | ۷۹–۸۴ |  | تایوان        | ورزشگاه بازار آسیا، پاسای |
| عربستان سعودی |  | ۴۷–۶۳ |  | اردن          | ورزشگاه بازار آسیا، پاسای |

### گروه B
گروه B مسابقات قهرمانی بسکتبال آسیا ۲۰۱۳
| ۱ اوت ۲۰۱۳ |  |       |  |         |                           |
| ژاپن       |  | ۷۴–۷۵ |  | قطر     | ورزشگاه بازار آسیا، پاسای |
| ۲ اوت ۲۰۱۳ |  |       |  |         |                           |
| ژاپن       |  | ۷۶–۵۹ |  | هنگ کنگ | ورزشگاه بازار آسیا، پاسای |
| ۳ اوت ۲۰۱۳ |  |       |  |         |                           |
| هنگ کنگ    |  | ۶۴–۸۷ |  | قطر     | ورزشگاه بازار آسیا، پاسای |

### گروه C

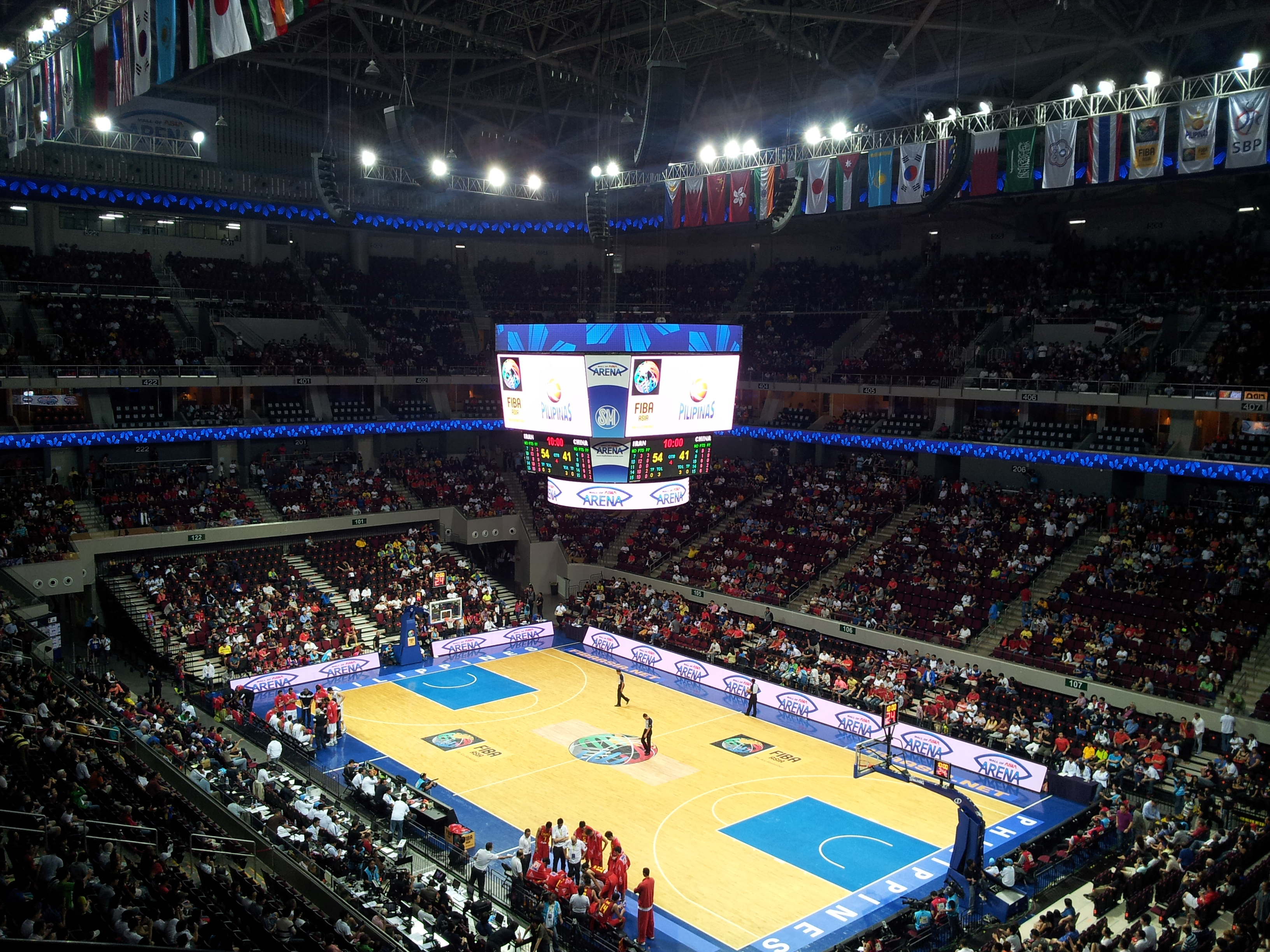
بازی دور نخست بین ایران و چین

گروه C مسابقات قهرمانی بسکتبال آسیا ۲۰۱۳
| ۱ اوت ۲۰۱۳ |  |        |  |           |                           |
| ایران      |  | ۱۱۵–۲۵ |  | مالزی     | ورزشگاه بازار آسیا، پاسای |
| چین        |  | ۵۹–۶۳  |  | کرهٔ جنوبی | ورزشگاه بازار آسیا، پاسای |
| ۲ اوت ۲۰۱۳ |  |        |  |           |                           |
| چین        |  | ۱۱۳–۲۲ |  | مالزی     | ورزشگاه بازار آسیا، پاسای |
| کرهٔ جنوبی  |  | ۶۵–۷۶  |  | ایران     | ورزشگاه بازار آسیا، پاسای |
| ۳ اوت ۲۰۱۳ |  |        |  |           |                           |
| مالزی      |  | ۵۸–۸۰  |  | کرهٔ جنوبی | ورزشگاه بازار آسیا، پاسای |
| ایران      |  | ۷۰–۵۱  |  | چین       | ورزشگاه بازار آسیا، پاسای |

### گروه D
گروه D مسابقات قهرمانی بسکتبال آسیا ۲۰۱۳
| ۱ اوت ۲۰۱۳ |  |       |    |          |                           |
| هند        |  | ۸۰–۸۲ | OT | بحرین    | سالن نینوی آکوئینو، مانیل |
| قزاقستان   |  | ۸۱–۶۷ |    | تایلند   | ورزشگاه بازار آسیا، پاسای |
| ۲ اوت ۲۰۱۳ |  |       |    |          |                           |
| قزاقستان   |  | ۷۹–۷۶ | OT | بحرین    | سالن نینوی آکوئینو، مانیل |
| تایلند     |  | ۶۵–۸۹ |    | هند      | ورزشگاه بازار آسیا، پاسای |
| ۳ اوت ۲۰۱۳ |  |       |    |          |                           |
| هند        |  | ۶۷–۸۰ |    | قزاقستان | ورزشگاه بازار آسیا، پاسای |
| بحرین      |  | ۸۶–۶۲ |    | تایلند   | سالن نینوی آکوئینو، مانیل |

## رده‌بندی سیزدهم تا پانزدهم
مسابقات قهرمانی بسکتبال آسیا ۲۰۱۳ – دور رده‌بندی
|  | نیمه‌نهایی ۵ اوت – مانیل | نیمه‌نهایی ۵ اوت – مانیل | نیمه‌نهایی ۵ اوت – مانیل |  |  | مکان سیزدهم ۵ اوت – مانیل | مکان سیزدهم ۵ اوت – مانیل | مکان سیزدهم ۵ اوت – مانیل |
|  |                         |                         |                         |  |  |                           |                           |                           |
|  |                         |                         |                         |  |  | عربستان سعودی             | عربستان سعودی             | ۹۳                        |
|  | مالزی                   | مالزی                   | ۵۶                      |  |  | تایلند                    | تایلند                    | ۸۰                        |
|  | تایلند                  | تایلند                  | ۷۱                      |  |  |                           |                           |                           |

| ۵ اوت ۲۰۱۳ |  |       |  |        |                           |
| مالزی      |  | ۵۶–۷۱ |  | تایلند | سالن نینوی آکوئینو، مانیل |

| ۶ اوت ۲۰۱۳ |  |       |               |                           |
| تایلند     |  | ۸۰–۹۳ | عربستان سعودی | سالن نینوی آکوئینو، مانیل |

## دور دوم
- نتایج و امتیازات به دست آمده توسط تیم‌ها در برابر هم در دور یکم، در دور دوم نیز محاسبه و در نظر گرفته شد.

### گروه E
مسابقات قهرمانی بسکتبال آسیا – گروه E
| تیم     | بازی | برد | باخت | امتیاز برده | امتیاز باخته | تفاضل | گل آوراژ | امتیازات |
| ------- | ---- | --- | ---- | ----------- | ------------ | ----- | -------- | -------- |
| فیلیپین | ۵    | ۴   | ۱    | ۳۹۳         | ۳۵۱          | ۴۲+   | ۱٫۱۲     | ۹        |
| تایوان  | ۵    | ۴   | ۱    | ۴۱۶         | ۳۶۸          | ۴۸+   | ۱٫۱۳     | ۹        |
| قطر     | ۵    | ۴   | ۱    | ۳۷۸         | ۳۴۷          | ۳۱+   | ۱٫۰۹     | ۹        |
| اردن    | ۵    | ۲   | ۳    | ۳۶۴         | ۳۵۳          | ۱۱+   | ۱٫۰۳     | ۷        |
| ژاپن    | ۵    | ۱   | ۴    | ۳۵۳         | ۳۶۸          | ۱۵–   | ۰٫۹۶     | ۶        |
| هنگ کنگ | ۵    | ۰   | ۵    | ۲۸۷         | ۴۰۴          | ۱۱۷–  | ۰٫۷۱     | ۵        |

| ۵ اوت ۲۰۱۳ |  |       |  |         |                           |
| قطر        |  | ۷۵–۶۱ |  | اردن    | ورزشگاه بازار آسیا، پاسای |
| تایوان     |  | ۹۴–۵۵ |  | هنگ کنگ | ورزشگاه بازار آسیا، پاسای |
| فیلیپین    |  | ۹۰–۷۱ |  | ژاپن    | ورزشگاه بازار آسیا، پاسای |
| ۶ اوت ۲۰۱۳ |  |       |  |         |                           |
| اردن       |  | ۸۰–۵۴ |  | هنگ کنگ | ورزشگاه بازار آسیا، پاسای |
| ژاپن       |  | ۷۶–۷۹ |  | تایوان  | ورزشگاه بازار آسیا، پاسای |
| فیلیپین    |  | ۸۰–۷۰ |  | قطر     | ورزشگاه بازار آسیا، پاسای |
| ۷ اوت ۲۰۱۳ |  |       |  |         |                           |
| ژاپن       |  | ۵۶–۶۵ |  | اردن    | ورزشگاه بازار آسیا، پاسای |
| تایوان     |  | ۶۸–۷۱ |  | قطر     | ورزشگاه بازار آسیا، پاسای |
| هنگ کنگ    |  | ۵۵–۶۷ |  | فیلیپین | ورزشگاه بازار آسیا، پاسای |

### گروه F
مسابقات قهرمانی بسکتبال آسیا – گروه F
| تیم       | بازی | برد | باخت | امتیاز برده | امتیاز باخته | تفاضل | گل آوراژ | امتیازات |
| --------- | ---- | --- | ---- | ----------- | ------------ | ----- | -------- | -------- |
| ایران     | ۵    | ۵   | ۰    | ۴۰۸         | ۲۸۳          | ۱۲۵+  | ۱٫۴۴     | ۱۰       |
| کرهٔ جنوبی | ۵    | ۴   | ۱    | ۳۹۰         | ۲۸۷          | ۱۰۳+  | ۱٫۳۶     | ۹        |
| چین       | ۵    | ۳   | ۲    | ۳۵۰         | ۳۱۱          | ۳۹+   | ۱٫۱۳     | ۸        |
| قزاقستان  | ۵    | ۲   | ۳    | ۳۲۶         | ۳۷۲          | ۴۶–   | ۰٫۸۸     | ۷        |
| بحرین     | ۵    | ۱   | ۴    | ۳۳۱         | ۴۱۸          | ۱۱۳–  | ۰٫۷۹     | ۶        |
| هند       | ۵    | ۰   | ۵    | ۳۰۴         | ۴۳۸          | ۱۳۴–  | ۰٫۶۹     | ۵        |

| ۵ اوت ۲۰۱۳ |  |        |  |           |                           |
| ایران      |  | ۱۰۲–۵۸ |  | هند       | ورزشگاه بازار آسیا، پاسای |
| قزاقستان   |  | ۶۷–۷۳  |  | چین       | ورزشگاه بازار آسیا، پاسای |
| کرهٔ جنوبی  |  | ۹۶–۵۱  |  | بحرین     | ورزشگاه بازار آسیا، پاسای |
| ۶ اوت ۲۰۱۳ |  |        |  |           |                           |
| بحرین      |  | ۵۶–۷۵  |  | ایران     | ورزشگاه بازار آسیا، پاسای |
| چین        |  | ۷۹–۴۵  |  | هند       | ورزشگاه بازار آسیا، پاسای |
| قزاقستان   |  | ۴۷–۷۱  |  | کرهٔ جنوبی | ورزشگاه بازار آسیا، پاسای |
| ۷ اوت ۲۰۱۳ |  |        |  |           |                           |
| ایران      |  | ۸۵–۵۳  |  | قزاقستان  | ورزشگاه بازار آسیا، پاسای |
| بحرین      |  | ۶۶–۸۸  |  | چین       | ورزشگاه بازار آسیا، پاسای |
| هند        |  | ۵۴–۹۵  |  | کرهٔ جنوبی | ورزشگاه بازار آسیا، پاسای |

## رده‌بندی نهم تا دوازدهم
مسابقات قهرمانی بسکتبال آسیا ۲۰۱۳ – دور رده‌بندی

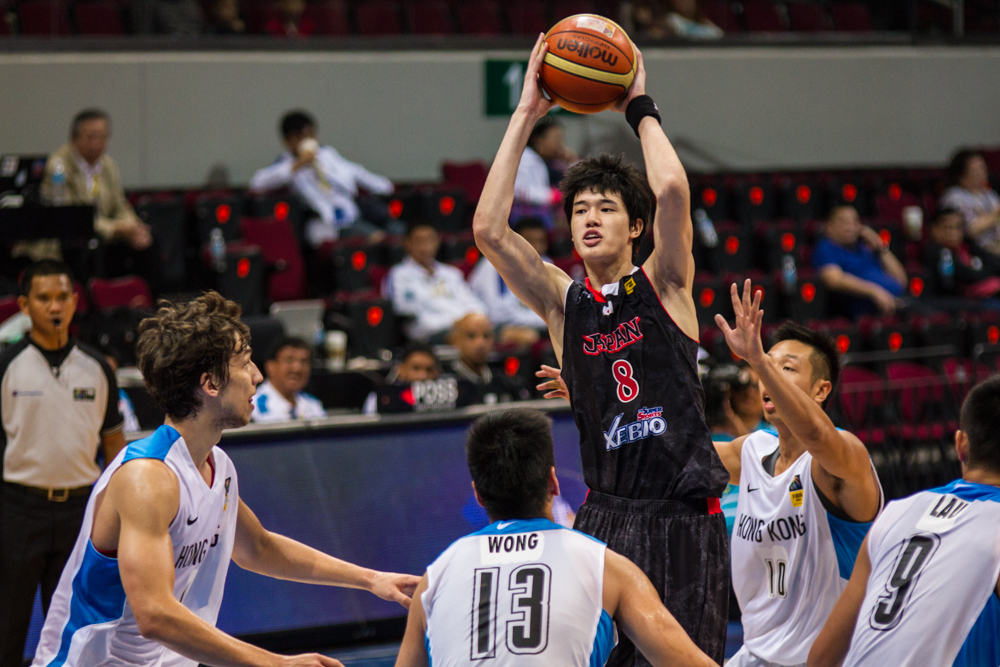
بازی برای تعیین رده بین ژاپن و هنگ کنگ

|  | نیمه‌نهایی | نیمه‌نهایی |    |        | مکان نهم    | مکان نهم |  |
|  |           |           |    |        |             |          |  |
|  | ۹ اوت     |           |    |        |             |          |  |
|  | ژاپن      | ۷۳        |    |        |             |          |  |
|  | هند       | ۶۴        |    |        |             |          |  |
|  |           |           |    |        |             |          |  |
|  |           |           |    |        | ۱۰ اوت      |          |  |
|  |           |           |    |        | ژاپن        | ۷۹       |  |
|  |           | هنگ کنگ   | ۵۰ |        |             |          |  |
|  |           |           |    |        |             |          |  |
|  |           |           |    |        |             |          |  |
|  |           |           |    |        | مکان یازدهم |          |  |
|  | ۹ اوت     | ۹ اوت     |    | ۱۰ اوت | ۱۰ اوت      |          |  |
|  | بحرین     | ۷۹        |    | هند    | ۷۵          |          |  |
|  | هنگ کنگ   | ۸۷        |    |        | بحرین       | ۶۵       |  |

| ۹ اوت ۲۰۱۳ |  |       |         |                           |
| بحرین      |  | ۷۹–۸۷ | هنگ کنگ | ورزشگاه بازار آسیا، پاسای |

| ۹ اوت ۲۰۱۳ |  |       |     |                           |
| ژاپن       |  | ۷۳–۶۴ | هند | ورزشگاه بازار آسیا، پاسای |

| ۱۰ اوت ۲۰۱۳ |  |       |       |                           |
| هند         |  | ۷۵–۶۵ | بحرین | ورزشگاه بازار آسیا، پاسای |

| ۱۰ اوت ۲۰۱۳ |  |       |         |                           |
| ژاپن        |  | ۵۰–۷۹ | هنگ کنگ | ورزشگاه بازار آسیا، پاسای |

## دور نهایی
|  | یک‌چهارم نهایی | یک‌چهارم نهایی  |                |        | نیمه‌نهایی | نیمه‌نهایی |  |  | نهایی          | نهایی |
|  |               |                |                |        |           |           |  |  |                |       |
|  | ۹ اوت – پاسای |                |                |        |           |           |  |  |                |       |
|  |               |                |                |        |           |           |  |  |                |       |
|  | فیلیپین       | ۸۸             |                |        |           |           |  |  |                |       |
|  | فیلیپین       | ۸۸             | ۱۰ اوت – پاسای |        |           |           |  |  |                |       |
|  | قزاقستان      | ۵۸             |                |        |           |           |  |  |                |       |
|  | قزاقستان      | ۵۸             | فیلیپین        | ۸۶     |           |           |  |  |                |       |
|  | ۹ اوت – پاسای |                | فیلیپین        | ۸۶     |           |           |  |  |                |       |
|  |               | کرهٔ جنوبی      | ۷۹             |        |           |           |  |  |                |       |
|  | کرهٔ جنوبی     | کرهٔ جنوبی      | ۷۹             | ۷۹     |           |           |  |  |                |       |
|  | کرهٔ جنوبی     |                | ۱۱ اوت – پاسای | ۷۹     |           |           |  |  |                |       |
|  | قطر           | ۵۲             |                |        |           |           |  |  |                |       |
|  | قطر           | ۵۲             | فیلیپین        | ۷۱     |           |           |  |  |                |       |
|  | ۹ اوت – پاسای |                | فیلیپین        | ۷۱     |           |           |  |  |                |       |
|  |               | ایران          | ۸۵             |        |           |           |  |  |                |       |
|  | ایران         | ایران          | ۸۵             | ۹۴     |           |           |  |  |                |       |
|  | ایران         | ۱۰ اوت – پاسای |                | ۹۴     |           |           |  |  |                |       |
|  | اردن          | ۵۰             |                |        |           |           |  |  |                |       |
|  | اردن          | ۵۰             | ایران          | ۷۹     | مکان سوم  | مکان سوم  |  |  |                |       |
|  | ۹ اوت – پاسای |                | ایران          | ۷۹     | مکان سوم  | مکان سوم  |  |  |                |       |
|  |               | تایوان         | ۶۰             |        |           |           |  |  |                |       |
|  | تایوان        | تایوان         | ۶۰             | ۹۶     | کرهٔ جنوبی | ۷۵        |  |  |                |       |
|  | تایوان        |                |                | ۹۶     | کرهٔ جنوبی | ۷۵        |  |  |                |       |
|  | چین           | ۷۸             |                | تایوان | ۵۷        |           |  |  |                |       |
|  | چین           | ۷۸             |                |        | ۵۷        |           |  |  |                |       |
|  |               |                |                |        |           |           |  |  | ۱۱ اوت – پاسای |       |
|  |               |                |                |        |           |           |  |  |                |       |

|  | نیمه‌نهایی      | نیمه‌نهایی      |    |                | مکان پنجم      | مکان پنجم |  |
|  |                |                |    |                |                |           |  |
|  | ۱۰ اوت – پاسای |                |    |                |                |           |  |
|  | قزاقستان       | ۶۷             |    |                |                |           |  |
|  | قطر            | ۷۲             |    |                |                |           |  |
|  |                |                |    |                |                |           |  |
|  |                |                |    |                | ۱۱ اوت – پاسای |           |  |
|  |                |                |    |                | قطر            | ۸۵        |  |
|  |                | چین            | ۹۶ |                |                |           |  |
|  |                |                |    |                |                |           |  |
|  |                |                |    |                |                |           |  |
|  |                |                |    |                | مکان هفتم      |           |  |
|  | ۱۰ اوت – پاسای | ۱۰ اوت – پاسای |    | ۱۱ اوت – پاسای | ۱۱ اوت – پاسای |           |  |
|  | اردن           | ۷۶             |    | قزاقستان       | ۵۹             |           |  |
|  | چین            | ۷۹             |    |                | اردن           | ۸۸        |  |

### یک‌چهارم نهایی
| ۹ اوت ۱۵:۰۰ |

| Report |

| ایران                                                  | ۹۴–۵۰ | اردن                               |
| امتیاز بر پایه وقت: ۳۱–۱۱, ۲۲–۱۷, ۲۱–۸, ۲۰–۱۴          |       |                                    |
| امتیاز: Haddadi ۲۰ ریباند: Sahakian ۹ پاس : Kamrani ۱۱ |       | امتیاز: Baxter ۱۳ ریباند: Hadrab ۸ |

| ۹ اوت ۱۷:۴۵ |

| Report |

| تایوان                                             | ۹۶–۷۸ | چین                         |
| امتیاز بر پایه وقت: ۲۰–۲۸, ۲۰–۲۲, ۳۱–۱۲, ۲۵ –۱۶    |       |                             |
| امتیاز: Davis ۲۶ ریباند: Davis ۱۰ پاس : Lin C.C. ۷ |       | امتیاز: Yi ۲۲ ریباند: Yi ۱۰ |

| ۹ اوت ۲۰:۳۰ |

| Report |

| فیلیپین                                                               | ۸۸–۵۸ | قزاقستان                               |
| امتیاز بر پایه وقت: ۳۲–۱۵, ۱۹–۲۵, ۱۶–۹, ۲۱–۹                          |       |                                        |
| امتیاز: David ۲۲ ریباند: Douthit ۱۰ پاس : Tenorio, Castro, Fonacier ۴ |       | امتیاز: Klimov ۱۴ ریباند: Ponomarev ۱۲ |

| ۹ اوت ۲۲:۳۰ |

| Report |

| کرهٔ جنوبی                                                    | ۷۹–۵۲ | قطر                                     |
| امتیاز بر پایه وقت: ۲۴–۱۴, ۱۶–۱۴, ۲۱–۱۴, ۱۸–۱۰               |       |                                         |
| امتیاز: Cho ۱۶ ریباند: Kim M.G. ۷ پاس : Kim M.G., Kim T.S. ۴ |       | امتیاز: Hayes, Saeed ۱۰ ریباند: Hayes ۶ |

### نیمه‌نهایی پنجم تا هشتم
| ۱۰ اوت ۱۵:۰۰ |

| Report |

| چین                                                  | ۷۹–۷۶ | اردن                                |
| امتیاز بر پایه وقت: ۱۸–۱۲, ۱۴–۱۵, ۲۳–۲۵ , ۲۴–۲۴      |       |                                     |
| امتیاز: Wang Z.Z. ۳۳ ریباند: Wang Z.Z. ۷ پاس : Sun ۶ |       | امتیاز: Al-Sous ۱۷ ریباند: Hadrab ۸ |

| ۱۰ اوت ۲۲:۳۰ |

| Report |

| قزاقستان                                                    | ۶۷–۷۲ | قطر                                    |
| امتیاز بر پایه وقت: ۱۵ –۲۰, ۱۷–۱۹, ۱۳–۱۹, ۲۲–۱۴             |       |                                        |
| امتیاز: Ye–igneyev ۲۴ ریباند: Ye–igneyev ۱۳ پاس : Johnson ۴ |       | امتیاز: Y. Musa ۱۸ ریباند: El Hadary ۶ |

### نیمه‌نهایی
| ۱۰ اوت ۱۷:۴۵ |

| Report |

| ایران                                                 | ۷۹–۶۰ | تایوان                                 |
| امتیاز بر پایه وقت: ۱۴–۲۳, ۲۷–۱۲, ۱۹–۴, ۱۹–۲۱         |       |                                        |
| امتیاز: Kamrani ۱۹ ریباند: Haddadi ۱۴ پاس : Kamrani ۶ |       | امتیاز: Davis ۱۶ ریباند: Davis, Tien ۵ |

| ۱۰ اوت ۲۰:۳۰ |

| Report |

| فیلیپین                                                        | ۸۶–۷۹ | کرهٔ جنوبی                                        |
| امتیاز بر پایه وقت: ۱۵ –۱۹, ۲۱–۲۰, ۲۹–۱۷, ۲۱–۲۳                |       |                                                  |
| امتیاز: Castro ۱۷ ریباند: Pingris ۱۰ پاس : de Ocampo, Castro ۴ |       | امتیاز: Kim M.G. ۲۷ ریباند: Kim J.S., Kim T.S. ۵ |

### بازی مکان هفتم
| ۱۱ اوت ۱۲:۳۰ |

| Report |

| اردن                                                          | ۸۸–۵۹ | قزاقستان                                   |
| امتیاز بر پایه وقت: ۳۰–۱۸, ۲۵ –۱۴, ۱۸–۱۲, ۱۵ –۱۵              |       |                                            |
| امتیاز: Abdeen ۲۰ ریباند: Alnajjar ۷ پاس : Alnajjar, Baxter ۸ |       | امتیاز: Yargaliyev ۱۷ ریباند: Ye–igneyev ۹ |

### بازی مکان پنجم
| ۱۱ اوت ۱۴:۴۵ |

| Report |

| قطر                                                       | ۸۵–۹۶ | چین                                 |
| امتیاز بر پایه وقت: ۲۱–۲۰, ۱۹–۲۵ , ۱۵ –۲۵ , ۳۰–۲۶         |       |                                     |
| امتیاز: El Hadary ۲۳ ریباند: Abdulla ۱۰ پاس : El Hadary ۵ |       | امتیاز: Guo ۲۱ ریباند: Wang Z.Z. ۱۱ |

### بازی مکان سوم
| ۱۱ اوت ۱۷:۰۰ |

| Report |

| تایوان                                          | ۵۷–۷۵ | کرهٔ جنوبی                                   |
| امتیاز بر پایه وقت: ۱۳–۲۹, ۱۶–۲۱, ۱۵ –۱۱, ۱۳–۱۴ |       |                                             |
| امتیاز: Lu ۱۳ ریباند: Lin C.C. ۴ پاس : Davis ۸  |       | امتیاز: Kim M.G. ۲۱ ریباند: Kim J.S., Yun ۸ |

### نهایی
| ۱۱ اوت ۱۹:۳۰ |

| Report |

| فیلیپین                                            | ۷۱–۸۵ | ایران                                 |
| امتیاز بر پایه وقت: ۱۵ –۱۷, ۱۹–۱۸, ۱۹–۲۷, ۱۸–۲۳    |       |                                       |
| امتیاز: Castro ۱۸ ریباند: Pingris ۸ پاس : Alapag ۳ |       | امتیاز: Haddadi ۲۹ ریباند: Haddadi ۱۶ |

## جدول نهایی
| رتبه    | تیم           | رکورد | رده‌بندی جهانی فیبا | رده‌بندی جهانی فیبا | رده‌بندی جهانی فیبا |
| رتبه    | تیم           | رکورد | پیش                | پس                 | تغییر              |
| ------- | ------------- | ----- | ------------------ | ------------------ | ------------------ |
| 1       | ایران         | ۹–۰   | ۲۰                 | ۲۰                 | ۰                  |
| 2       | فیلیپین       | ۷–۲   | ۴۵                 | ۳۴                 | ۱۱+                |
| 3       | کرهٔ جنوبی     | ۷–۲   | ۳۳                 | ۳۱                 | ۲+                 |
| چهارم   | تایوان        | ۶–۳   | ۴۲                 | ۴۴                 | ۲–                 |
| پنجم    | چین           | ۶–۳   | ۱۱                 | ۱۲                 | ۱–                 |
| ششم     | قطر           | ۵–۳   | ۳۶                 | ۴۲                 | ۶–                 |
| هفتم    | اردن          | ۴–۵   | ۳۰                 | ۳۰                 | ۰                  |
| هشتم    | قزاقستان      | ۳–۶   | ۴۷                 | ۵۲                 | ۵–                 |
| نهم     | ژاپن          | ۳–۴   | ۳۵                 | ۳۵                 | ۰                  |
| دهم     | هنگ کنگ       | ۱–۶   | ۷۱                 | ۶۹                 | ۲+                 |
| یازدهم  | هند           | ۲–۶   | ۵۸                 | ۶۱                 | ۳–                 |
| دوازدهم | بحرین         | ۲–۶   | ۷۵                 | ۷۳                 | ۲+                 |
| سیزدهم  | عربستان سعودی | ۱–۳   | ۶۹                 | ۷۶                 | ۷–                 |
| چهاردهم | تایلند        | ۱–۴   | ۸۵                 | ۷۹                 | ۶+                 |
| پانزدهم | مالزی         | ۰–۴   | ۶۹                 | ۷۱                 | ۲–                 |

## جوایز
| قهرمان آسیا ۲۰۱۳      |
| --------------------- |
| · ایران · سومین عنوان |

- باارزش‌ترین بازیکن (ام‌وی‌پی):
  -  Hamed Haddadi
- تیم ستارگان (آل-استار):
  - PG –  Jayson Castro
  - SG –  Kim Min-goo
  - SF –  Lin Chih-chieh
  - PF –  Oshin Sahakian
  - C–  Hamed Haddadi

### بالاترین‌های یک بازی در رقابت‌ها
| عملکرد      | برترین بازیکن                                    | مجموع | رقیب (تاریخ)                                                    | برترین تیم | مجموع | رقیب (تاریخ)   |
| ----------- | ------------------------------------------------ | ----- | --------------------------------------------------------------- | ---------- | ----- | -------------- |
| امتیازات    | Wang Zhizhi                                      | ۳۳    | اردن (۱۰ اوت)                                                   | ایران      | ۱۱۵   | مالزی (۱ اوت)  |
| ریباندها    | Mohammad Hussein Yasseen Musa Duncan Reid        | ۱۹    | ژاپن (۷ اوت) · تایوان (۷ اوت) · فیلیپین (۷ اوت)                 | هند        | ۶۰    | تایلند (۲ اوت) |
| پاس‌ها       | Lin Chih-chieh                                   | ۱۲    | فیلیپین (۳ اوت)                                                 | ایران      | ۳۱    | مالزی (۱ اوت)  |
| توپ ربایی‌ها | Hamed Afagh Guo Ailun Kim Tae-sul Dmitriy Klimov | ۴     | تایوان (۱۰ اوت) · مالزی (۲ اوت) · بحرین (۵ اوت) · ایران (۷ اوت) | کرهٔ جنوبی  | ۱۲    | بحرین (۵ اوت)  |
| دفاع‌ها      | Ahmed Akber                                      | ۵     | هند (۱۰ اوت)                                                    | کرهٔ جنوبی  | ۱۰    | هند (۷ اوت)    |

## صدرنشین‌های آماری

### میانگین آماری بازیکن در رقابت‌ها
| جایگاه | نام                   | میانگین امتیازات در هر بازی |
| ------ | --------------------- | --------------------------- |
| ۱      | Hamed Haddadi         | ۱۸٫۸                        |
| ۲      | Yi Jianlian           | ۱۷٫۴                        |
| ۳      | Jarvis Hayes          | ۱۶٫۷                        |
| ۴      | Aymam Almuwallad      | ۱۵٫۳                        |
| ۵      | Quincy Davis          | ۱۴٫۷                        |
| ۶      | Jimmy Baxter          | ۱۴٫۱                        |
| ۷      | Wang Zhizhi           | ۱۳٫۴                        |
| ۸      | Visresh Bhriguvanshi  | ۱۳٫۱                        |
| ۹      | Mikhail Yevtigneyev   | ۱۲٫۹                        |
| ۱۰     | Samad Nikkhah Bahrami | ۱۲٫۸                        |

| جایگاه | نام                | میانگین ریباندها در هر بازی |
| ------ | ------------------ | --------------------------- |
| ۱      | Hamed Haddadi      | ۱۰                          |
| ۱      | Mohammed Almarwani | ۱۰                          |
| ۳      | Marcus Douthit     | ۹٫۴                         |
| ۳      | J.R. Sakuragi      | ۹٫۴                         |
| ۵      | Quincy Davis       | ۹                           |
| ۶      | Yasseen Musa       | ۸٫۹                         |
| ۷      | Fong Shing Yee     | ۸٫۷                         |
| ۸      | Duncan Reid        | ۸٫۴                         |
| ۹      | Anton Ponomarev    | ۷٫۸                         |
| ۱۰     | Kosuke Takeuchi    | ۷٫۴                         |

| جایگاه | نام                   | میانگین پاس‌های منجر به گل در هر بازی |
| ------ | --------------------- | ------------------------------------ |
| ۱      | Mehdi Kamrani         | ۶٫۶                                  |
| ۲      | Jerry Jamar Johnson   | ۵                                    |
| ۳      | Lin Chih-chieh        | ۴٫۹                                  |
| ۴      | Yang Dong-geun        | ۴٫۴                                  |
| ۵      | Marzouq Almuwallad    | ۴٫۳                                  |
| ۶      | Samad Nikkhah Bahrami | ۴٫۲                                  |
| ۷      | Jimmy Baxter          | ۳٫۹                                  |
| ۸      | Daoud Mosa Daoud      | ۳٫۶                                  |
| ۹      | Visresh Bhriguvanshi  | ۳٫۵                                  |
| ۱۰     | Ryota Sakurai         | ۳٫۴                                  |

| جایگاه | نام                    | میانگین توپ ربایی‌ها در هر بازی |
| ------ | ---------------------- | ------------------------------ |
| ۱      | Mehdi Kamrani          | ۱٫۵۶                           |
| ۲      | Hamed Afagh            | ۱٫۳۳                           |
| ۲      | Samad Nikkhah Bahrami  | ۱٫۳۳                           |
| ۴      | Makoto Hiejima         | ۱٫۲۹                           |
| ۵      | Wattana Suttisin       | ۱٫۳۳                           |
| ۶      | Attaporn Lertmalaiporn | ۱٫۲                            |
| ۷      | Kim Tae-sul            | ۱                              |
| ۷      | Mazrouq Almuwallad     | ۱                              |
| ۷      | Jamer Kabe             | ۱                              |
| ۷      | Sing Tee Ng            | ۱                              |

| جایگاه | نام                      | میانگین دفاع‌ها در هر بازی |
| ------ | ------------------------ | ------------------------- |
| ۱      | Marcus Douthit           | ۲                         |
| ۲      | Hamed Haddadi            | ۱٫۶۷                      |
| ۲      | Lee Jong-hyun            | ۱٫۶۷                      |
| ۴      | Ahmed Akber              | ۱٫۶۳                      |
| ۵      | Amjyot Singh             | ۱٫۳۸                      |
| ۶      | Kosuke Takeuchi          | ۱٫۲۹                      |
| ۷      | Quincy Davis             | ۱٫۲۲                      |
| ۸      | Darunong Apiromvilaichai | ۱٫۲                       |
| ۹      | Gabe Norwood             | ۱                         |
| ۹      | Mohammad Hadrab          | ۱                         |
| ۹      | Erfan Ali Saeed          | ۱                         |

| آمار                                       | نام                               | میانگین |
| ------------------------------------------ | --------------------------------- | ------- |
| درصد پرتاب منطقهٔ ۲ امتیازی (پرتاب منطقه‌ای) | Quincy Davis                      | ۷۳٫۷٪   |
| درصد پرتاب منطقهٔ ۳ امتیازی                 | Gan Hong Hoong                    | ۶۱٫۵٪   |
| درصد پرتاب آزاد                            | Mohammad Hadrab                   | ۹۱٫۳٪   |
| توپ‌های از دست داده                         | Ban Sin Ooi                       | ۶       |
| خطاها                                      | Mohammed Almarwani Kuek Tian-yuan | ۴       |

### میانگین تیمی رقابت‌ها
| جایگاه | نام       | میانگین امتیازات در هر بازی |
| ------ | --------- | --------------------------- |
| ۱      | ایران     | ۸۶٫۸                        |
| ۲      | تایوان    | ۷۹٫۹                        |
| ۳      | فیلیپین   | ۷۹٫۶                        |
| ۳      | چین       | ۷۹٫۶                        |
| ۵      | کرهٔ جنوبی | ۷۸٫۱                        |

| جایگاه | نام     | میانگین ریباندها در هر بازی |
| ------ | ------- | --------------------------- |
| ۱      | ایران   | ۴۴٫۶                        |
| ۲      | قطر     | ۴۲٫۲                        |
| ۳      | فیلیپین | ۴۱٫۲                        |
| ۴      | اردن    | ۴۰٫۷                        |
| ۵      | هند     | ۴۰٫۱                        |

| جایگاه | نام       | میانگین پاس‌های منجر به امتیاز در هر بازی |
| ------ | --------- | ---------------------------------------- |
| ۱      | ایران     | ۲۰٫۹                                     |
| ۲      | کرهٔ جنوبی | ۲۰٫۷                                     |
| ۳      | تایوان    | ۱۸٫۲                                     |
| ۴      | چین       | ۱۶٫۴                                     |
| ۵      | فیلیپین   | ۱۵٫۷                                     |

| جایگاه | نام       | میانگین توپ ربایی‌ها در هر بازی |
| ------ | --------- | ------------------------------ |
| ۱      | ایران     | ۶٫۲                            |
| ۲      | کرهٔ جنوبی | ۵٫۹                            |
| ۳      | تایلند    | ۵٫۶                            |
| ۴      | تایوان    | ۵٫۳                            |
| ۵      | فیلیپین   | ۴٫۳                            |
| ۵      | اردن      | ۴٫۳                            |

| جایگاه | نام       | میانگین دفاع‌ها در هر بازی |
| ------ | --------- | ------------------------- |
| ۱      | فیلیپین   | ۴٫۹                       |
| ۱      | کرهٔ جنوبی | ۴٫۹                       |
| ۳      | بحرین     | ۳٫۶                       |
| ۴      | هند       | ۳٫۲                       |
| ۵      | اردن      | ۳                         |

## بازاریابی

### پخش
فیبا اعلام کرد که تلویزیون مرکزی چین (CCTV) حق پخش رویدادهای فیبا در چین را از سال ۲۰۱۳ تا ۲۰۱۶ به دست آورد، و همچنین یک رکورد از نظر تعداد پخش کننده‌های آسیایی این رویداد رقم خورده‌است. برخی از بازی‌ها حداقل در ۴۰ کشور جهان پخش شدند.
این‌جا فهرست پخش کننده‌های تیم‌های شرکت‌کننده قابل مشاهده است:
| کشور          | پخش کننده                        |
| ------------- | -------------------------------- |
| بحرین         | Al Jazeera Sports +۱             |
| چین           | CCTV-۵                           |
| هنگ کنگ       | i-Cable Sports                   |
| هند           | Neo Sports                       |
| ایران         | Channel ۳                        |
| ژاپن          | Fuji TV                          |
| اردن          | Al Jazeera Sports +۱             |
| مالزی         | Astro                            |
| فیلیپین       | AksyonTV Basketball TV Hyper TV5 |
| قطر           | Al Jazeera Sports +۱             |
| عربستان سعودی | Al Jazeera Sports +۱             |
| کره جنوبی     | SBS ESPN                         |
| تایوان        | Fox Sports Asia                  |
| تایلند        | CTH                              |

### موسیقی
دو آهنگ موسیقی اصلی برای رقابت‌های قهرمانی آسیا ساخته شدند و از تلویزیون فیلیپین پخش شدند.
- سالودو از Quest
- گیلاس آنتم/پوسو از JR Ponce Enrile

### حامیان مالی
- Bodog

Asia
- Peak[۱۴]
- Smart Communications[۱۵]

## مسئولان

### ناظرین بازی‌ها
- Riel Banaria
- Jaafar Ali Ghuloom
- Ip Fuk-Wah
- Xin Ping

### داوران
| - Abdulkarim Shakeeb - Peng Ling - Wang Xiao Chun - Wang Mei - Cheung Kwok Shun Andy - Chen Ying-Cheng - Atanu Banerjee - Snehal Bendke - Amirhossein Safarzadeh | - Yuri Hirahara - Toru Katayose - Mohd Naser Abu Rashed - Arsen Andryushkin - Yevgeniy Mikheyev - Shin Gi-rok - Chong Yun Aun - Tan Chin Siong - Ferdinand Pascual | - Ricor Buaron - Glenn Cornelio - Jassim Abdullah - Yasser Abbas - Hatim Alharbi - Thongchai Thaweewutsophon - Harja Jaladri - Mohd Al-Amiri |